# Walter Brack
Carl Emil Walter Brack (Berlino, 20 dicembre 1880 – Berlino, 20 ottobre 1919) è stato un nuotatore tedesco.
Partecipò alle gare di nuoto della III Olimpiade di St. Louis del 1904 e vinse due medaglie olimpiche.
Vinse la gara, dominata dai nuotatori tedeschi, delle 100 iarde dorso, nuotando in 1'16"8. Arrivò secondo nelle 440 iarde rana, battuto dal connazionale Georg Zacharias per soli cinque metri di distacco.